# Blomkål
Blomkål (Brassica oleracea var. botrytis) är en grönsak och sortgrupp inom arten kål (Brassica oleracea). Den äts vanligtvis kokt, men kan även ätas rå eller inlagd. Det som äts är en förvuxen ansamling av tätt sittande blomställningar.

## Historik och odling
Vilda former av huvudkål växer allmänt i medelhavsländerna, i södra Storbritannien och i södra Irland. De odlade formerna började användas i Mellanöstern för flera tusen år sedan. Odling av blomkål nådde Spanien på 1100-talet, och den blev allmän i Europa under 1500-talet. Blomkål odlas nu allmänt i hela världen.
Växten kräver en jämn tillgång på vatten, och rotsystemet är relativt klent. Blomkålshuvudet är känsligt för stötar, och det gulnar om det utsätts för ljus.
Odling i Sverige kan ske över hela landet, men den anses svårodlad. Den svenska konsumtionen tillgodoses även via import från bland annat Nederländerna, Belgien, Frankrike, Italien och USA.

## Egenskaper och näringsvärde
Blomkål är en mycket egenartad kålsort, med en uppsvälld och deformerad blomställning. Denna härrör ur en mutation som antagligen kom till slumpmässigt och sedan avlades vidare på.
Blomställningen upphör tidigt att växa på längden, och istället tjocknar och förgrenar den sig kraftigt. Hela blomställningen degenererar, varefter det typiska blomkålshuvudet växer till. Detta består av en mängd blomknoppar som samlats tätt i buketter.
Blomkålshuvudet är som färdigt oftast vitt (när tillväxten skett utan att solljuset kommit till); vissa moderna sorter har dock huvuden som är violetta, gröna eller gula.
Blomkål är rikt på C-vitamin och kostfiber. Det kan ätas på flera olika sätt, antingen rå, kokt, i sufflé, gratäng eller soppa. Finhackad blomkål kan kokas eller stekas och då ersätta matris.

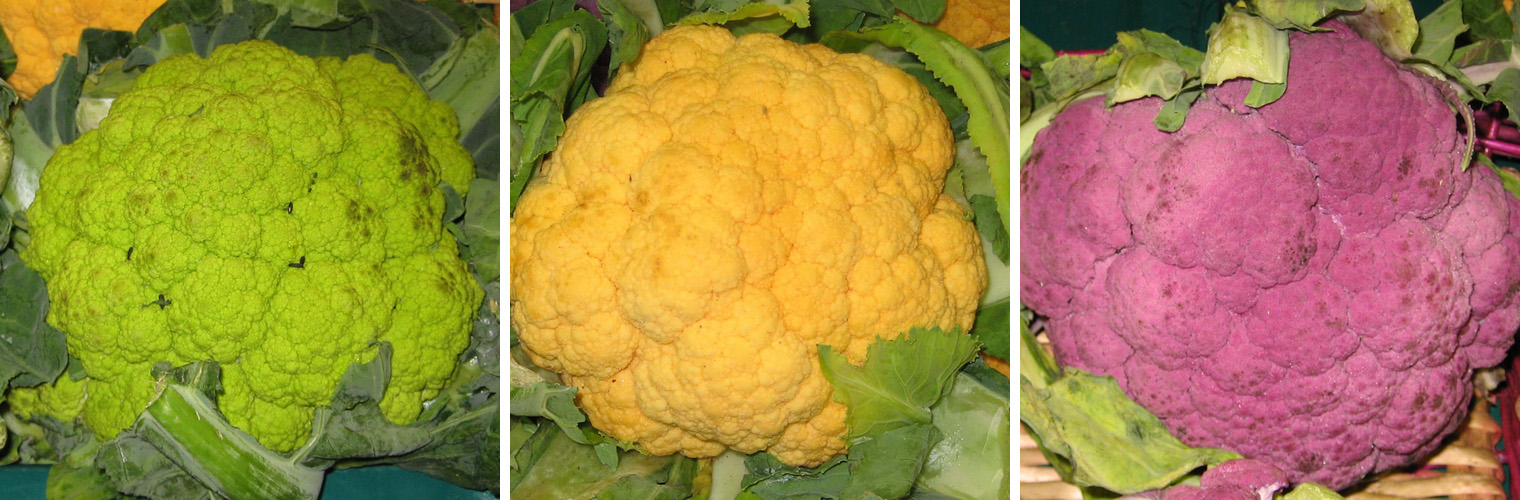
Gröna, gula och violetta varianter av blomkål.